# 蒂姆·詹姆斯
蒂姆·奥康纳·詹姆斯（英語：Tim O'Connor James，1976年12月26日—），美国NBA联盟职业篮球运动员。他在1999年的NBA选秀中第1轮第25顺位被迈阿密热火选中。他是第一個在伊拉克兵營服役的NBA球員。

## 軍事生涯
詹姆斯在伊拉克美國陸軍服役。由Dan Le Batard所寫的一篇文章詳述了他參軍的經歷，包括他決定不告訴他的戰友們他的NBA經驗。

## 教練生涯
2011年,詹姆斯在北卡羅萊納州的萬斯-威社區學院是名義上的籃球主教練。